# Monsieur Dictionnaire
Monsieur Dictionnaire est une mini-série humoristique de Philippe Geluck diffusée sur La Une et sur TV5 Monde. Elle est présentée par Jacques Mercier alias Monsieur Dictionnaire et Philippe Geluck.

## L'émission
Cette courte émission (durée 90 secondes) a été diffusée pour la première fois le 5 mars 2009. Elle met en scène Philippe Geluck et Jacques Mercier habillé en académicien dans le décor solennel d'une salle d'apparat. Les deux comparses s'entretiennent de façon burlesque de l'origine d'un mot ou d'une expression de la langue française.
Philippe Geluck introduit le sujet du jour tandis que Monsieur Dictionnaire donne l'origine exacte de l'expression étudiée. La bonne humeur, l'auto-dérision, la liberté de ton, le surréalisme belge, les taquineries et les jeux de mots sont les principaux ingrédients de cette émission qui se veut, malgré tout, culturelle et éducative. La séquence se termine par un vibrant Merci, Monsieur Dictionnaire !
Philippe Geluck est le concepteur de la mini-série. Les scénarios sont écrits par Philippe Geluck et Jacques Mercier. La réalisation est assurée par David Gillet.
Une saison 3 démarre le 6 mars 2017.

## Sources
- http://www.lalibre.be/culture/mediastele/article/486243/merci-monsieur-dictionnaire.html
- http://www.lavenir.net/article/detail.aspx?articleid=254984